# شرق‌شناسی
شرق‌شناسی(به انگلیسی: Oriental studies, Orientalism) یا خاورشناسییا اِستِشراق یا مطالعات شرقی دو معنا دارد: الف) مطالعه و بررسی تمدن‌هایی که از دید اروپاییان مشرق‌زمین محسوب می‌شدند،ب) مطالعهٔ جوامع شرقی از زاویهٔ دید شرق‌شناسان غربی.
شرق‌شناسی به رشته‌ای گفته می‌شود که دربارهٔ کشورهای شرقی گفتگو می‌کند و دربارهٔ شرق قضاوت کرده و واقعیت‌های آن را بررسی و تفسیر می‌کند. کنفرانس شرق‌شناسی آلمان، یکی از بزرگ‌ترین کنفرانس‌های شرق‌شناسی است که از سال ۱۹۲۱ برپا می‌شود و بانی آن انجمن شرق‌شناسی آلمان است.
شرق‌شناسی از سابقهٔ زیادی برخوردار است چنان‌که تقی‌زاده که به همراه احسان یارشاطر مدعوین ویژه بیست و سومین مجمع شرق‌شناسان کمبریج از ایران در سال ۱۳۳۳ بوده‌اند در خلال گزارش آن در مجلهٔ یغما می‌گوید: «اینک علمای بزرگی در همه ممالک مغرب در این رشته تخصص داشته و تعلیم و تدریس می‌کنند و در هر یک از دارالعلوم‌های ممالک مغرب کرسی‌های مخصوصی برای هر شعبه از علوم شرقی وجود دارد و استادانی برای زبان و تاریخ و ادیان و آداب چین و هند و عالم اسلامی عربی و اقوام ترکی و مالایی و مغولی و مانچویی و یهود و اقوام آفریقایی و غیره و غیره مشغول تعلیم و تحقیق و تصنیف هستند.» لازم به ذکر است که اولین آشنائی غرب با کشورهای آسیائی بوسیله انتشار یافتن سفرنامه‌های سیاحان اولیه مانند ادام الئاريوس، ويليام متد، سِر توماس رو و جان شاردن، تاورنیه و غیره حاصل شد. بدیهیست انگیزه اولیه این سیاحان در آغاز بررسیهای بازرگانی بود و سر و کار آنان اکثر با دربار حکمرانان وقت و برنامه اصلی آنان نظاره بر منابع طبیعی و مواد مصرفی و مشاهده اجتماعات مناطق مختلف و تعیین نوع احتیاجات آنها بوده است. باز شدن راه خارجیان به شرق در اکثر نقاط باعث اعزام هیئتهای مبلغین مذهبی شد. شک نیست که بخش اعظم مطالعات راجع به تاریخ، جغرافیا، زبان، مذهب و رسوم کشورهای آسیائی را برخی از همین مبلغین و مأمورین دولتهای غرب شروع کردند. در حال حاضر تعداد زیادی کتاب تقریباً در هر رشته‌ای راجع به مسائل مختلف در امور مربوط به شرق وجود دارد که هر چند سال یکمرتبه بسته به تغییرات اجتماعی و سیاسی و تاریخی مطالعات جدیدی بر آنها اضافه می‌شود.

## تعاریف مختلف شرق‌شناسی
براساس نظر ژان شیبانی، شاعر معروف یونانی برای اولین بار واژه شرق را به کار برده است او یک قرن بعد از میلاد عیسی می‌زیسته است. منظور از شرق سرزمین‌هایی است که در جهت طلوع خورشید قرار گرفته‌اند خانم نسیم سرآمد براساس همین تعریف یونانیان باستان جهان را به دو قسمت آسیا و اروپا تقسیم کرده‌اند که مراد از شرق سرزمین‌هایی است در نژاد، زبان، دین و روش زندگی باهم تفاوت دارند اما دارای اشتراکاتی نیز هستند تعریف دیگری از شرق‌شناسی:نظم و نسخ بخشیدن و حاکمیت استعماری است. نظر عمربن ابراهیم رضوان دربارهٔ شرق‌شناسی؛ مطالعه غربی‌ها پیرامون باورها، تاریخ، آداب و دیگر امور شرق است.
ادوارد سعید تعریف جامع تری ارائه داده است. او میان دو مفهوم علمی و تخیلی شرق‌شناسی تبادلی ایجاد کرده است که از لحاظ تاریخی و محتوایی روشن‌تر است. او بر این باور است:
اگر نقطه شروع شرق‌شناسی را اواخر قرن ۱۸در نظر بگیریم؛ شرق‌شناسی معنای امروزه خود را پیدا کرده است. شرق‌شناسی باید به عنوان یک نهاد وبت شده و دارای تشخص مورد بررسی قرار گرفته گیرد که با شرق سرو کار دارد. سرو کار داشتن با شرق به معنای نظر دادن دربارهٔ موضوع آن و به رسمیت بخشیدن به نظرات گوناگون و تنظیم و داوری کردن دربارهٔ آن است. در پایان شرق‌شناسی نوعی سبک غربی در ارتباط با ایجاد بنیادهای سلطه و تجدیدساختار کردن و امریت و اقتدار است. نگرش وی از شرق‌شناسی استحصال رابطه نوین بین شرق و غرب است. شرق‌شناسی غربی یعنی انگلیسی، فرانسوی و آمریکایی بر مبنای قدرت و غلبه کردن سیاسی و عقیدتی غرب بر شرق است؛ که نوعی اراده معطوف به قدرت نیچه‌ای است.
همچنین سید حسن تقی‌زاده تعریفی از شرق‌شناسان مغرب زمین (شرق‌شناسان غرب) ارائه می‌دهد که به نظر می‌آید طی آن تعریف جامعی از شرق‌شناسی نیز داده است: «شرق‌شناسان مغرب زمین (یعنی اروپا و آمریکا) آن طبقه از علمائی هستند که فنّ آنها تحقیق و مطالعه و تتبع علمی در آداب (به‌معنی اعم) ملل شرقی از زبان و تاریخ و ادیان و عادات و عقاید و اساطیر و آثار مکتوب و منقوش آنهاست و همه عمر آنها به‌وفور به بحث و تدقیق و جمع معلومات و اطلاعات در این رشته و استنباط نکات مخفیه و کشف جهات دقیق آن و تکمیل و ترقی و توسعه دادن و بسط علوم مربوطهٔ به این قسمت از شئون بشری در نژادها و اُمَم شرقی صرف می‌شود.»
مجادله‌ی اعتقادی شدید بین برنارد لوئیس و ادوارد سعید، توسط کتاب پیشگامانه‌ی سعید با عنوان «شرق شناسی» جرقه خورد. سعید در کتاب خود دیدگاه‌های امپریالیستی غرب در مورد خاور نزدیک را مورد نقد قرار داد و شالوده‌ی مطالعات پسااستعماری را پایه‌گذاری کرد. لوئیس به عنوان یک مورخ معتبر، با استدلال‌های سعید مخالفت کرد و از یکپارچگی علمی مطالعات شرق شناسی دفاع کرد و سعید را به سیاسی‌کردن دانش متهم کرد. این بحث که در صفحات نیویورک ریویو آو بوکز آغاز شد، جهان‌بینی مختلف آن‌ها با یکدیگر را برجسته کرد. لوئیس، مبتنی بر تخصص تاریخی و زبانی گسترده، در مقابل سعید، که بر مفاهیم فرهنگی و سیاسی روایات غربی تأکید داشت. سوابق شخصی و همدردی‌های متفاوت آن‌ها شکاف آن‌ها را عمیق‌تر کرد و مجادله‌ی آن‌ها را به بازتابی بی‌زمان در مورد چگونگی شکل‌دهی و شکل‌گیری دیدگاه‌های آکادمیک توسط سیاست جهانی و ادراکات فرهنگی تبدیل کرد.

## شرق‌شناسی و استعمار
یکی از مهم‌ترین اثرات منفی و مخرّب استعمار، نابود کردن یا ضعیف کردن فرهنگ و زبان ملل تحت استعمار خویش است. بلایی که بیشتر کشورهای آسیایی و مخصوصاً خاورمیانه گرفتار آن بوده‌اند. این موضوع باعث شد توجه اهل علم و خصوصاً دانشمندان کشورهای مستعمره به خویش جلب شود. اگرچه افراد زیادی به این کورد مثل تأثیر استعمار بر حوزه ادبیات توجه نشان دادند اما ادوارد سعید، نویسنده کتاب «شرق‌شناسی» بزرگ‌ترین و موثّرترین گام را در این زمینه برداشته است. وی به تشریح آثار شرق‌شناسان و نیز برخی رمان نویسان و نقش آنها در بی فرهنگ نشان دادن مردم سرزمینهای تحت استعمار پرداخت و نظریه ادبی پسااستعماری را مطرح کرد و مخالفان و موافقان زیادی را با خود بر خود برانگیخت. او در مقاله‌های زیادی که نوشت، نشان داد که هر چند استعمار نظامی و سیاسی و حضور کشورهای قدرتمند در کشورهای ضعیف در ظاهر به پایان رسیده اما این تضعیف و استعمار در قالب آثار ادبی و به‌وجود آوردن نگرشهای منفی نسبت به ملل جهان سوم همچنان زنده است و به حیات خود ادامه می‌دهد.
قطعاً خواندن نقادانه میراث ادبی غرب و شرق بدون میراث ادوارد سعید هیچ وقت جامع نیست، میراثی که هم طرفداران و هم مخالفان آن، بر نقش بسزای آن در حوزهٔ انسان‌شناسی تأکید می‌کنند. نظریه ادبی پسااستعماری به تأثیر استعمار اروپا بر سایر مناطق جهان و همچنین زندگی مردم تحت استعمار آن از جنبه‌های مختلف می‌پردازد. اساس نظریهٔ ادوارد سعید این است که متفکران غربی عمدتاً - در تقابل با غرب متمدن - تصویر نادرستی از مشرق را مطرح کرده‌اند. وی بر این باور است که پیامدهای استعمارگری در قالبهای هرج و مرج، کودتاها، فساد، جنگهای داخلی و خونریزی تا امروز ادامه دارد. استعمارگران قدرتمند علاوه بر اینکه به تحریف فرهنگ و زبان کشورهای تحت استعمار پرداخته‌اند، یک زبان و یک فرهنگ را نیز بر آنها تحمیل کرده‌اند.
علاوه بر ادوارد سعید دانشمندان دیگری چون گایاتری اسپیواک و هومی بابا، در این زمینه به فعالیت پرداخته‌اند که همگان ادوارد سعید را به عنوان بنیانگذار این نظریه می‌شناسند.
پیام این نظریه بدین صورت است:
از آغاز سوداگریهایی که غربیها در باب شرق داشتند، یکی از کارهایی که شرق موفق به انجام آن نشد بازنمایی خودش بود، اسناد شرق وقتی معتبر شناخته می‌شد که زیر آتش پالایش غربیها عبور کند، به گفتهٔ ادوارد سعید، استعمارگری نه فقط بوسیلهٔ ارتشش بلکه با کمک ادبیات، مردم‌شناسی و توجیهات روانی، شرق را به استعمار درآورده بوده است؛ غربیها تصویری خوش آب و رنگ از شرق نشان می‌دادند مثل مارگیرها، رقاصان عربی، دزدان، امر ناشناخته، شهوانی و تباه که در ادبیات قرن نوزدهم غرب به وضوح مشاهده می‌شود.
مثل اموری که این روزها شاهد آن هستیم مثلاً تلویزیون را روشن می‌کنیم، اخبار را می‌بینیم، در روزنامه می‌خوانیم؛ تصاویری که شاهد آن هستیم چه پیامی برای ما دارند؛ غرب در جدال با شرق، عقلانیت در جدال با غیر عقلانیت، تمدن در مقابل بربریت؛ آفریقایی‌ها مستبدانی فاسد و قربانیانی گرسنه، اهالی آمریکای جنوبی همگان سلطان مواد مخدر و فوتبالیست و دیکتاتور، اعراب همگی تروریست و زن ستیز و آسیاییها مهندسان کامپیوتر و افراطیون مذهبی هستند؛ چه حسی دارد که آدمها همگی ثابت بوده و در دام چارچوبها قرار بگیرند.

## شرق‌شناسی از دیدگاه ادوارد سعید
شرق‌شناسی از دیدگاه ادوارد سعید سه گفتمان اساسی دارد:
1. شرق‌شناسی
2. پسا شرق‌شناسی (ضد شرق‌شناسی)
3. شرق‌شناسی وارونه (العظمه و بابی سعید)

شرق‌شناسی وارونه از دو منظر قابل بررسی است اول به عنوان بدیل و جایگزینی برای گفتمان شرقی‌شناسی چیزی که سعید ادوارد از ارائه آن ناتوان بود یا خودداری می‌کرد و دوم به عنوان نقدی به نظرات سعید ادوارد دربارهٔ شرق و اسلام.
شرق‌شناسی وارونه به مانند بدیل شرقی‌شناسی:
صادق العظم این نظر سعید را رد می‌کند. چرا که به دلیل درافتادن در دوگانگی‌های خود دیگری نمی‌تواند به مطالعه فرهنگ‌های متنوع بپردازد؛ و مطالعه فرهنگ‌های دیگر را یک گرایش انسانی می‌داند که همه جوامع در آن نقشی دارند. العظم با استدلالی شرق‌شناسی وارونه به مانند بدیلی برای گفتمان شرقی‌شناسی را توجیه می‌کند. شرقی‌شناسی وارونه گفتمانی است که سرآمدان شرقی آن را به کار می‌گیرند تا مدعی شوند هویتی حقیقی و اصیل دارند و سپس این هویت را به چنگ می‌آورند و مالک آن می‌شوند. این شیوه هویت‌سازی معمولاً به عنوان عامل تحریک کننده روایت غربی‌ها از شرقی‌ها است.
طرفداران شرق‌شناسی وارونه عقیده دارند که اسلام در عمل تفاوت دارد. آنها در عقاید خود از اسلام اینطور یاد می‌کنند و می‌گویند: اسلام آشکارا با ذات گرایی مخالف است و اسلام را نمی‌توان به خصایص ذاتی و ثابت درونی که از چیستی آن سخن می‌گوید کاهش داد. حمید الزین در مقابل شرق شناسان رویکردی ضد زیاد گرایان و ضد شرق شناسانه به اسلام را در پیش گرفت و بعد عقیده داشت که چند گونگی فعالیت‌های اسلامی این امر را تأیید می‌کند که مجموعه واحدی از معنی و تفسیر مذهبی وجود ندارد. او می‌گوید: اگر اسلام از چنین گفته‌های چندگانه و متفاوت تشکیل شده است، پس چگونه اسلامی می‌تواند هنوز اسلام باقی بماند.
استفاده‌های گوناگون از اسلام در زمینه‌های متفاوت حمید را متقاعد می‌کند تا نتیجه‌گیری کند که یک چیز واحد به نام اسلام وجود ندارد. پس نمی‌توان گفت که یک اسلام حقیقی واحد وجود دارد. بر این اساس حمید معتقد است که مفهوم اسلام ثابت نیست و متغیر است؛ زیرا اسلام معنی مطلق و ضروری برای نقشه‌های محلی است. حمید و دیگر طرفداران شرق‌شناسی وارونه تلاش می‌کنند تا نشان دهند که اسلام یک کلیت نیست. الزین می‌خواهد با استدلال‌هایی دربارهٔ گونه‌های گوناگون اسلام استدلالی بر علیه زاد گرایی فراهم کند؛ بنابراین بر صورت‌های محلی اسلام تأکید دارد.

### نقد شرق‌شناسی وارونه
گفتمان شرقی‌شناسی وارونه از جهت صورت بندی قدرت و دانش با گفتمان شرقی‌شناسی تفاوت دارد. شرق‌شناسی وارونه مانند شرقی‌شناسی گفتمان قدرت است. با این تفاوت که شرقی‌شناسی به ایده‌های طرف پیروز توجه می‌کند، ولی شرق‌شناسی وارونه بیانگر آرزوها و ناکامی‌های طرف مقابل است. به عبارتی دیگر شرقی‌شناسی گفتمان قدرت بود و شرقی‌شناسی وارونه گفتمان مقاومت است. مقاومت دیگرهای مغلوب مستعمره نشین در استعمارزدایی به نوعی خودآگاهی است. یکی دیگر از تفاوت‌های شرقی‌شناسی با شرقی‌شناسی وارونه منابع نظری است. شرق‌شناسی از دستاوردهای علمی در حوزه زیست‌شناسی، جامعه‌شناسی، تاریخ و مردم‌شناسی است و از حمایت نهادهای دانشگاهی برخوردار است. شرقی‌شناسی وارونه بر مبنای زمینه‌های هنجاری مانند حکمت الهی و عرفان، شعر، اخلاقیات، اسطوره‌شناسی است.